# Manbuta castigata
Manbuta castigata är en fjärilsart som beskrevs av Paul Dognin 1912. Manbuta castigata ingår i släktet Manbuta och familjen nattflyn. Inga underarter finns listade i Catalogue of Life.